# Rikke Lylloff
Rikke Lylloff (* 28. September 1978 in Frederiksberg Kommune) ist eine dänische Schauspielerin.

## Leben
Lylloff wuchs in Frederiksberg im Großraum Kopenhagen auf. Während ihrer Schulzeit lernte sie die deutsche Sprache. An der Skuespillerskolen ved Odense Teater (Nationale Schauspielschule am Odense Theater) wurde sie zur Schauspielerin ausgebildet. Am Theater in Odense stand sie mehrere Jahre auf der Bühne. Sie wirkte bei einigen Broadway-Produktionen mit. Im deutschen Fernsehen übernahm sie zum ersten Mal eine kleinere Rolle als Susanne Mellgren in der Folge „Laila“ der Serie Der Kommissar und das Meer, die im Dezember 2011 im ZDF ausgestrahlt wurde. Seit 2019 spielt sie im Usedom-Krimi die Kriminalhauptkommissarin Ellen Norgaard.

## Filmografie (Auswahl)
- 2001: Fremmed Landskab (Kurzfilm)
- 2007: Gene Broadway – Tanz … oder Liebe? (J’aurais voulu être un danseur)
- 2007: Room 205 (Kollegiet)
- 2011: Borgen – Gefährliche Seilschaften  (Borgen, Fernsehserie, 6 Episoden)
- 2011: Buzz Aldrin, wo warst du in all dem Durcheinander (Buzz Aldrin, hvor ble det av deg i alt mylderet?, Miniserie, 2 Episoden)
- 2011: Der Kommissar und das Meer: Laila
- 2015: Bette & Tallulah (Drehbuch, Produzent und Hauptrolle)
- 2016: In the Blood (I blodet)
- 2017: All In (Fantasten)
- 2017: Man Divided (QEDA)
- seit 2019: Der Usedom-Krimi (Fernsehreihe)
  - 2019: Winterlicht
  - 2019: Geisterschiff
  - 2019: Mutterliebe
  - 2019: Strandgut
  - 2019: Träume
  - 2020: Nachtschatten
  - 2020: Schmerzgrenze
  - 2020: Vom Geben und Nehmen
  - 2021: Entführt
  - 2021: Ungebetene Gäste
  - 2021: Der lange Abschied
  - 2022: Gute Nachrichten
  - 2023: Friedhof der Welpen
  - 2023: Geburt der Drachenfrau
  - 2023: Schlepper
  - 2024: Am Scheideweg
  - 2024: Emma
- 2019: Tinka und die Königsspiele (Tinka og kongespillet, Fernsehserie, 5 Episoden)